# Лодиговиці (гміна)
Гміна Лодиговиці (пол. Gmina Łodygowice) — сільська гміна у південній Польщі. Належить до Живецького повіту Сілезького воєводства.
Станом на 31 грудня 2011 у гміні проживало 13736 осіб.

## Територія
Згідно з даними за 2007 рік площа гміни становила 35.20 км², у тому числі:
- орні землі: 57.00%
- ліси: 25.00%

Таким чином, площа гміни становить 3.38% площі повіту.

## Населення
Станом на 31 грудня 2011:
| Опис     | Загалом | Загалом | Чоловіки | Чоловіки | Жінки | Жінки |
| -------- | ------- | ------- | -------- | -------- | ----- | ----- |
| одиниця  | осіб    | %       | осіб     | %        | осіб  | %     |
| все      | 13736   | 100     | 6713     | 48.87    | 7023  | 51.13 |
| міське   | 0       | 100     | 0        |          | 0     |       |
| сільське | 13736   | 100     | 6713     | 48.87    | 7023  | 51.13 |

## Сусідні гміни
Гміна Лодиговиці межує з такими гмінами: Бучковіце, Вільковіце, Живець, Ліпова, Черніхув.